# Let u raj
Virtuelni hor 4 - "Let u raj" je četvrti deo iz kolekcije Virtuelnog hora kompozitora Erika Vajtkrija. Ovaj komad svetlo dana ugledao je 2013. godine na kojem učestvuje rekordnih 8409 pevača iz 101 zemlje, starost učesnika je između šest i devedeset osam godina. Još 2012. godine, Vajtkri je pokrenuo svoju kikstarter kampanju kako bi sakupio 100,000 dolara, Virtuelni hor 4 koji je je prvobitno nazvao "Blaženstvo", koje je poslednji deo iz njegove opere "Izgubljeni raj: Senke i krila". Projekat je kasnije preimenovan u Letu u raj, a zvanično je izveden na krunskom festivalu u Bekingemskoj palati 11. jula 2013. godine.